# Meindl
Lukas Meindl GmbH & Co.KG, conosciuta comunemente come Meindl, è un produttore tedesco di calzature con sede a Kirchanschöring, Baviera, conosciuto per i suoi prodotti di alta qualità, compresi suoi stivali d'arrampicata e di camminata.

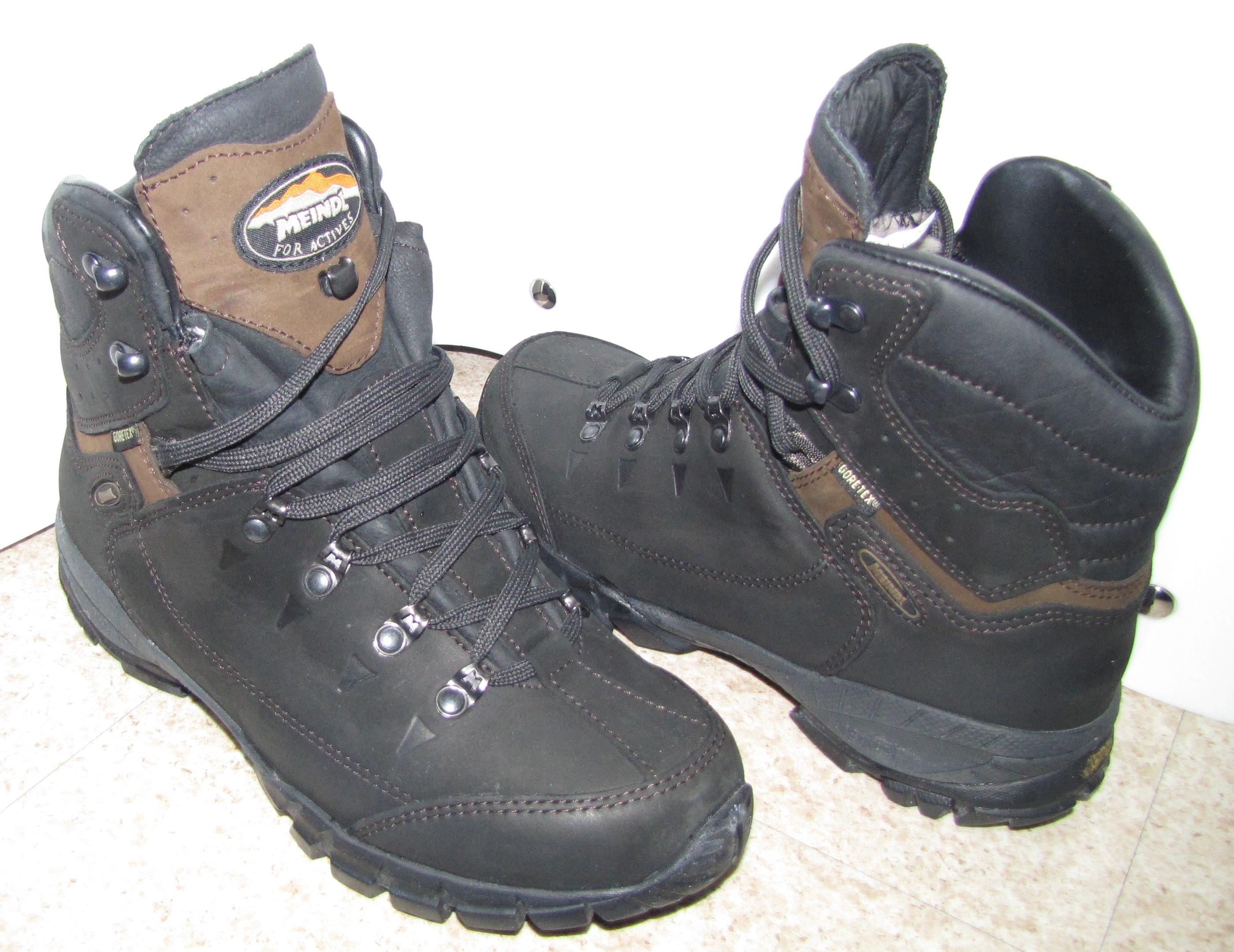
Modello di scarpe

La storia dell'azienda inizia nel 1683 con il calzolaio Petrus Meindl ma è nel 1928 che Lukas Meindl decide di iniziare l'attività autonoma di produzione di scarpe. Nel 1934 viene affiancata la produzione di abbigliamento.
Nel dopoguerra l'azienda si espande ma è solo negli anni 70 che diventa importante, nel 1975 lancia l'idea dei prodotti per categoria. Nel 1978 sponsorizza e fornisce l'attrezzatura per l'ascesa di Hubert Hillmayer all'Everest.
Nel 2007 l'esercito del Regno Unito ha introdotto l'uso standardizzato dello stivale Desert Fox Combat nelle missioni in Afghanistan e Iraq.
Nel 2010 ha ottenuto l'editor's Choice Award 2010 della rivista specializzata Outdoor.
Anche Felix Baumgartner ha usato degli stivali Meindl nel suo salto dallo spazio nel 2013.